# غودفري ستيفنز
غودفري ستيفنز (24 يونيو 1986 في جنوب أفريقيا - ) (بالإنجليزية: Godfrey Stevens)‏ هو لاعب كريكت جنوب أفريقي. لعب مع Boland (cricket team) ‏.